# London Boys
London Boys fue un dúo de música dance de origen alemán compuesto por Edem Ephraim (nacido el 1º de julio de 1959 en Londres) y Dennis Fuller (nacido el 19 de junio de 1959 en Jamaica). Los dos fallecieron en un accidente de coche en los Alpes el 21 de enero de 1996.

## Inicio
A pesar de que ambos vivían cerca de Hamburgo, Alemania desde 1981, ellos en realidad se conocieron cuando iban a la escuela en Greenwich, Londres. El dúo se creó en 1986 como un vehículo para el compositor y productor Ralf-René Maué.

## Canciones memorables
Las canciones más notables del grupo fueron London Nights y Requiem, las cuales fueron lanzadas en 1988. La canción Requiem finalmente se convirtió en su escalera a la fama, alcanzando puesto número 4 en la lista UK Singles Chart. Posteriormente, el relanzamiento de London Nights y el álbum The Twelve Commandments Of Dance, alcanzaron el segundo puesto del UK singles y del UK Albums Chart, respectivamente. Otro sencillo, un remix de su éxito de 1987, Harlem Desire, alcanzó el puesto diecisiete. Un cuarto sencillo del álbum, My Love, también alcanzó el puesto 46. Después de eso sus últimas dos entradas en el UK Singles Chart fueron con Chapel of Love (#75) en 1990 y Freedom (#54) en 1991.

## Carrera musical
Aunque habían vivido cerca de Hamburgo, Alemania, desde 1981, la pareja se conoció cuando estaban en la escuela en Greenwich, Londres, Ephraim había nacido en Londres y Fuller en Jamaica. Se formaron en 1986 como vehículo del compositor y productor discográfico Ralf-René Maué. Firmaron con Teldec. Su estilo musical era una mezcla de soul y dance o Eurobeat dance. Girar sobre sus cabezas se combinó con la coreografía, adquirida durante su experiencia como bailarines de Rollerblade antes de formar el dúo. Dennis Fuller fue un exmiembro de la disco de patinaje sobre ruedas Roxy Rollers, que lanzó un sencillo llamado I Need a Holiday en mayo de 1979.
Las canciones más notables del dúo fueron London Nights y Requiem, que se lanzaron inicialmente en 1988. Requiem finalmente se convirtió en su single de gran éxito en abril de 1989, alcanzando el número 4 en la lista de singles del Reino Unido. Posteriormente, el reeditado London Nights y el álbum The Twelve Commandments of Dance, ambos alcanzaron el puesto número 2 en las listas de singles y álbumes del Reino Unido, respectivamente. Otro sencillo, Harlem Desire, alcanzó el puesto 17. Un cuarto sencillo del álbum, una versión remezclada de su lanzamiento de 1987 My Love, también alcanzó el puesto 46. Después de eso, sus dos últimas entradas en UK Singles Chart fueron con Chapel of Love (N. ° 75) en 1990 y "Freedom" (n. ° 54) en 1991. Los videos musicales de sus singles se basaron principalmente en secuencias de baile e historias de relación / amor.
Después de esto, sus grabaciones posteriores tuvieron poco éxito comercial, sin más entradas en las listas del Reino Unido. Sin embargo, en total, los London Boys vendieron 4,5 millones de discos en todo el mundo. [2]
Después de ser eliminados por su sello discográfico, la banda se separó de manera efectiva. En 1995, poco antes de su muerte, una versión reformada del grupo, a través de Polydor, hizo un álbum cruzado llamado Hallelujah Hits, que incorporó arreglos de Eurodance en composiciones religiosas tradicionales. [3]

## Muerte
Ephraim, Fuller y la esposa de Ephraim murieron en un accidente automovilístico el 21 de enero de 1996. Viajaban por los Alpes austríacos por una carretera de montaña de camino a unas vacaciones de esquí y, a lo largo de la ruta, se encontraron con un coche conducido por un conductor ebrio tratando de pasar por el lado opuesto de la carretera. Según los informes, el conductor suizo había estado adelantando a otros autos en lugares peligrosos a lo largo de la carretera durante un par de millas antes, en condiciones climáticas adversas, y golpeó su auto de frente. Fuller, Ephraim, Bettina, la esposa alemana de Ephraim, un DJ de Hamburgo (que era su amigo en común) y el conductor suizo murieron en el accidente. Ephraim y su esposa dejaron un hijo, Stevie, que tenía 3 años en ese momento. Fuller tenía una hija, Laura, que tenía 10 años.

## Álbumes
- The Twelve Commandments of Dance (1988/89)
- Sweet Soul Music (1991)
- Chapel of Love (1991)
- Love 4 Unity (1993)
- Hallelujah Hits (1995) como "New London Boys"

### Canciones
| Year                                                          | Single                                             | Peak positions | Peak positions | Peak positions | Peak positions | Peak positions | Peak positions | Album                                             |
| Year                                                          | Single                                             | UK             | IRE            | BEL (FLA)      | GER            | AUT            | SWI            | Album                                             |
| ------------------------------------------------------------- | -------------------------------------------------- | -------------- | -------------- | -------------- | -------------- | -------------- | -------------- | ------------------------------------------------- |
| 1986                                                          | "I'm Gonna Give My Heart"                          | –              | –              | –              | –              | –              | —              | The Twelve Commandments of Dance                  |
| 1987                                                          | "Harlem Desire"                                    | –              | –              | –              | –              | –              | —              | The Twelve Commandments of Dance                  |
| 1987                                                          | "Dance Dance Dance"                                | –              | –              | –              | –              | –              | —              | The Twelve Commandments of Dance                  |
| 1987                                                          | "My Love"                                          | –              | –              | –              | –              | –              | —              | The Twelve Commandments of Dance                  |
| 1987                                                          | "Supermix" (Finland only)                          | –              | –              | –              | –              | –              | —              | Non-album single                                  |
| 1988                                                          | "Requiem"                                          | 4              | 8              | 36             | 27             | 11             | —              | The Twelve Commandments of Dance (second edition) |
| 1989                                                          | "London Nights"                                    | 2              | 4              | –              | 24             | –              | 9              | The Twelve Commandments of Dance (second edition) |
| 1989                                                          | "Harlem Desire '89"                                | 17             | 6              | –              | –              | –              | —              | The Twelve Commandments of Dance (second edition) |
| 1989                                                          | "My Love '89"                                      | 46             | 15             | –              | –              | –              | —              | The Twelve Commandments of Dance (second edition) |
| 1989                                                          | "Megamix" (UK only)                                | –              | –              | –              | –              | –              | —              | Non-album single                                  |
| 1990                                                          | "Chapel of Love"                                   | 75             | –              | –              | –              | –              | —              | Sweet Soul Music                                  |
| 1990                                                          | "Freedom"                                          | 54             | –              | –              | –              | –              | 29             | Sweet Soul Music                                  |
| 1991                                                          | "Sweet Soul Music" (Soul Kitchen feat London Boys) | –              | –              | –              | 81             | 11             | —              | Sweet Soul Music                                  |
| 1991                                                          | "Is This Love?"                                    | –              | –              | –              | –              | –              | —              | Sweet Soul Music                                  |
| 1991                                                          | "Tonight! Tonight!"                                | –              | –              | –              | –              | –              | —              | Sweet Soul Music                                  |
| 1992                                                          | "Moonraker"                                        | –              | –              | –              | –              | –              | —              | Love 4 Unity                                      |
| 1993                                                          | "Baby Come Back"                                   | –              | –              | –              | –              | 27             | —              | Love 4 Unity                                      |
| 1995                                                          | "Gospeltrain to London"                            | –              | –              | –              | –              | –              | —              | Hallelujah Hits                                   |
| 1995                                                          | "Kumbaya"                                          | –              | –              | –              | –              | –              | —              | Hallelujah Hits                                   |
| "—" denotes releases that did not chart or were not released. |                                                    |                |                |                |                |                |                |                                                   |